# صاریغ پهلوسرخ کلاه‌دار
صاریغ پهلوسرخ کلاه‌دار (نام علمی: Monodelphis palliolata) نام یک گونه از سرده تک‌زهدان‌ها است.